# フォークト (称号)

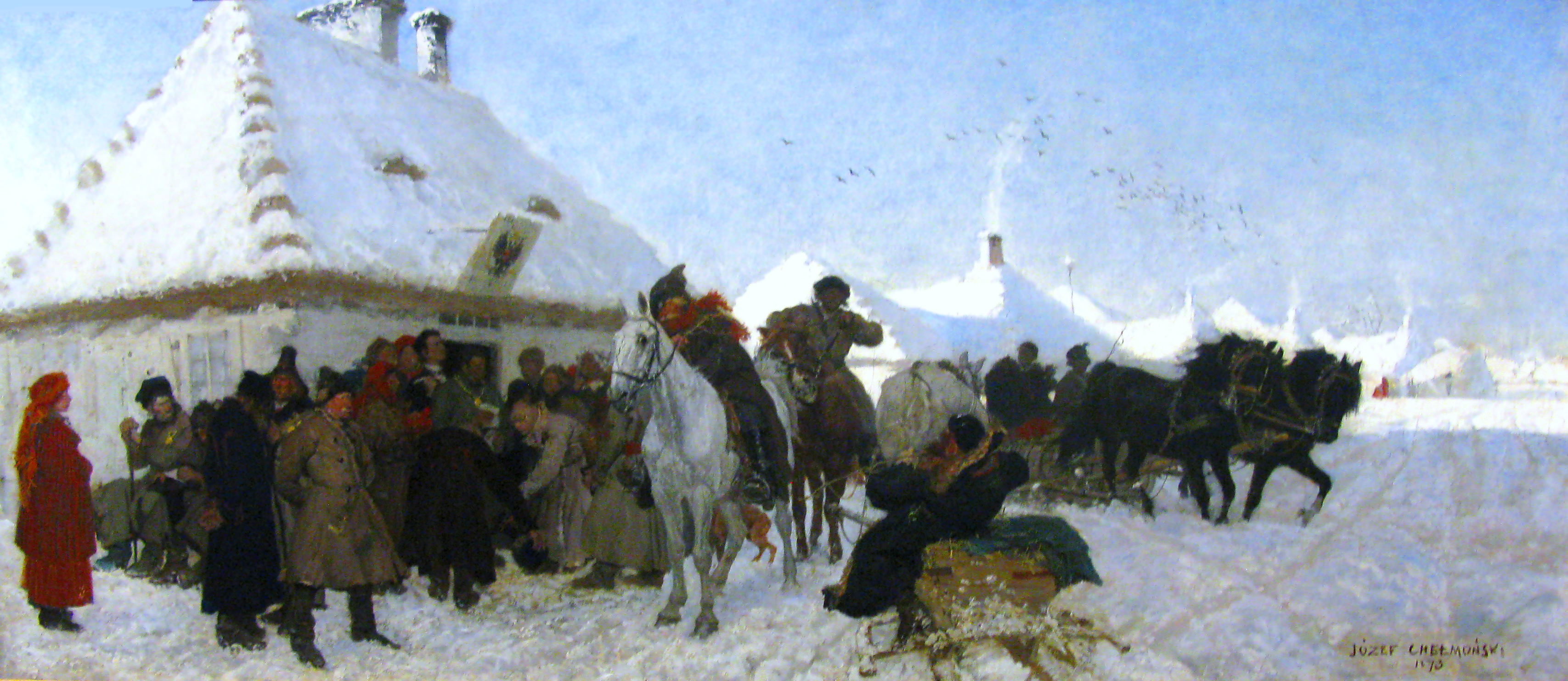
Trial before the wójt （「フォークトの面前での裁判」）、ユゼフ・ヘウモニスキ画（1873年）、ワルシャワ国立美術館

フォークト（ドイツ語：Vogt、オランダ語：voogd、スウェーデン語：fogde、デンマーク語：foged、ポーランド語：wójt、フィンランド語：vouti、ルーマニア語：voit）は、神聖ローマ帝国における代官または代弁人（Advocatus）であり、その領地の守護と裁判をつかさどる領主の称号。ラテン語の「[ad]vocatus」から派生した語である。また、フォークトが領する土地をフォークタイ（Vogtei、ラテン語の[ad]vocatiaから）という。また、この語は村長も意味する。

## フランク帝国
フォークトの社会的立場や権限は、イングランドの代官（Reeve）や執行官（Bailiff）程度の低いものから、非常に高いものまでさまざまであった。教会の領地と関係のある貴族や君主の一族がフォークトの任につくことが多く、しばしばその地位を自らの利益のために利用した。
フォークトの概念は古高ドイツ語の「Munt」（守護者）に関連しているが、同様に物理的守護者および法的代弁者の意も含んでいた。
カール大帝は、教会の領地を間接的に統治するためこのような役人を任命したが、フォークトは宗教的な事柄や宗教裁判において教会の高位者（司教や修道院長など）や組織を代弁する立場にあった。教会は俗事に関して活動しないことになっていたため、このような代弁者は古代末期ごろから教会により任命されてきた。それゆえ、修道院領や司教領などは伯などの俗界の領主の支配からは独立しており、フォークトがその地の部隊を指揮して守護する領主の役割を担った。また、伯に代わって裁判をつかさどった。

## 神聖ローマ帝国
神聖ローマ帝国時代になると、フォークトの語は教会フォークトと帝国フォークトの両方に対して用いられるようになった。帝国フォークトはラントフォークトと都市フォークトに更に分けられた。また、フォークトの語は、領地の行政官に対しても用いられた。

### 教会フォークト
私設修道院においては、その所有者がしばしばフォークトとなり、修道院改革の後もこれを保持した。
重要な修道院長職のフォークタイの支配において起こった、中央の王権と教会、在地貴族の間の三つ巴の争いが、貴族の特権を定着させた。ヒルシャウ修道院規定（1075年）ではカルフ伯アダルベルトを修道院の代弁人として承認しており、10世紀以降、フォークトの地位が貴族の世襲となることがドイツの各地で定着し、フォークトはその権力と領土を拡げるためにその地位をしばしば利用し、時には教会の財産を奪うケースもあった。オーストリアにおいては、個人が教会の財産を侵してはならないとする教会法に基づいた教義に、貴族は渋々従っていたにすぎなかった。代弁の権利は、13世紀から14世紀にバーベンベルク家やハプスブルク家と結びついた修道院によって再びもたらされた。フォークタイの廃止により、その地域の裁判権に代わり、オーストリア公により守護されることとなった。

### 帝国フォークト
帝国フォークトは、帝国領や皇室所有の修道院において行政と裁判をつかさどった帝国直属の役人であった。帝国フォークトの拠点はしばしば帝国自由都市に置かれた。帝国都市が独立性を強めていくに従い、帝国フォークトは都市フォークトとラントフォークトに分かれていった。都市フォークトは中世後期までには帝国都市に置かれるようになり、これによりさらに帝国都市の独立性が強まった。一方、ラントフォークトの大半はその存在意味をなくしていき、伯や公などの在地貴族の存在によりその数は減少していった。
十都市同盟の10の帝国都市からなっていたアルザスは、そのフォークトの地位は1648年にフランス王に譲渡されたが、これらの帝国都市は神聖ローマ帝国の一部としてとどまった。しかし、すぐにフランス領に併合された。
主にシュヴァーベン・クライスにあったいくつかの小さなラントフォークトは、1806年の帝国解体まで存続した。

## 旧スイス連邦

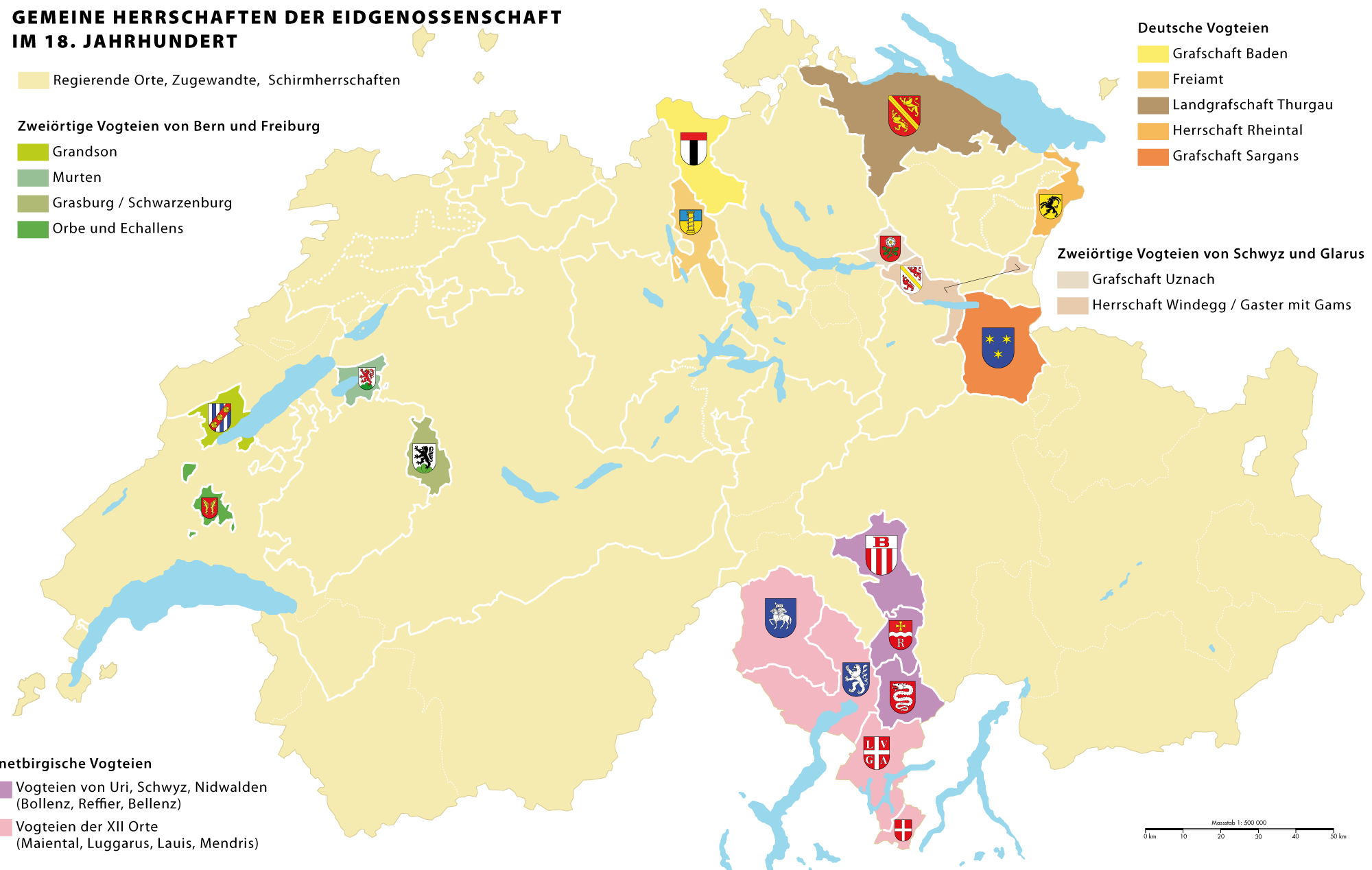
18世紀のスイスにおける共同主権地

神聖ローマ帝国の影響下にあった旧スイス連邦では、帝国代官（Reichsvogt、ライヒスフォークト）や上位代官（Obervögte、オーバーフェークト）、旗騎士（Venner、フェンナー）が統治する上位代官地（Obervogtei、オーバーフォークタイ）と、在地代官（Landvogt、ラントフォークト）が統治する在地代官地（Landvogtei、ラントフォークタイ）とがあった。

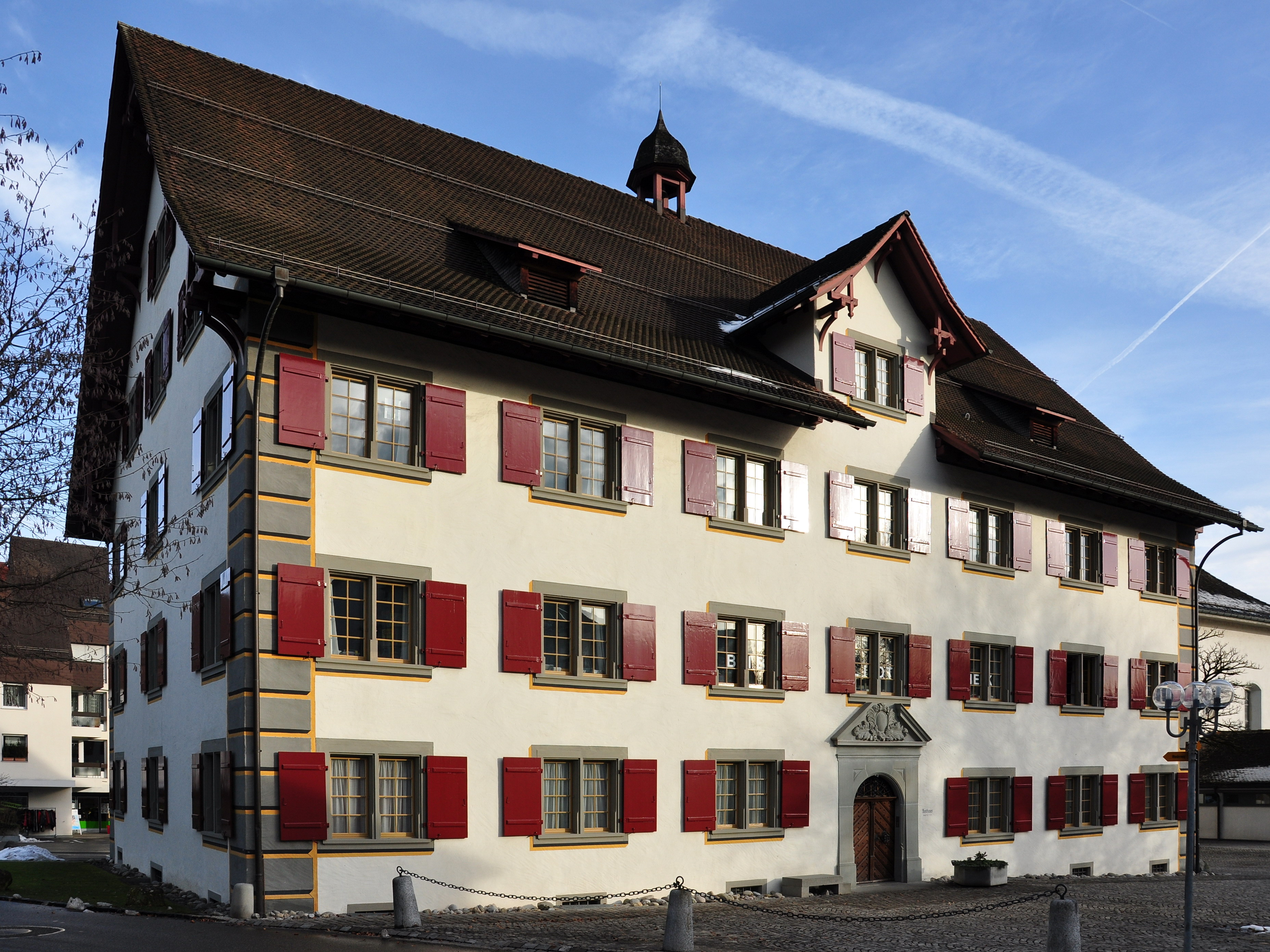
チューリッヒ州リューティにある旧代官庁舎（Amthaus）

上位代官や旗騎士は、都市に居住し、都市の議会によって選出された。代官地には決められた日に訪れ、裁判や収税を任務とした。一方、代官地には下位代官（Untervögte、ウンターフェークト）と呼ばれる補佐官がいた。
在地代官の称号は1415年に初めて見られる。在地代官は、在地代官地（Landvogtei、ラントフォークタイ）を統治し、在地代官地の主権州を代表するか、あるいは代官地がいくつかの州にまたがる共同主権地（Gemeine Herrschaft、ゲマイネ・ヘアシャフト）の場合は、それを統治する立場にある連邦政府またはその下部組織の代理をしていた。在地代官は代官地に永久的に居住しており、多くは城（Landvogteischloss）に居住していた。共同主権地の場合は、共同主権を有する州が2年交代で在地代官を指名していた。
しかし中には例外的に、在地代官地の住民が在地代官を選ぶことが許される場合もあった。特にオーバーハスリは、ベルン州に従属する領域であったが、軍事同盟者としての特別な地位を認められていたため、在地代官を住民が選んでいた。在地代官制は、ヘルヴェティア共和国が建国された1798年に廃止された。